# هستونية
الهُستونيّة هي جنس نباتات من فصيلة الفوية.